# PFOS

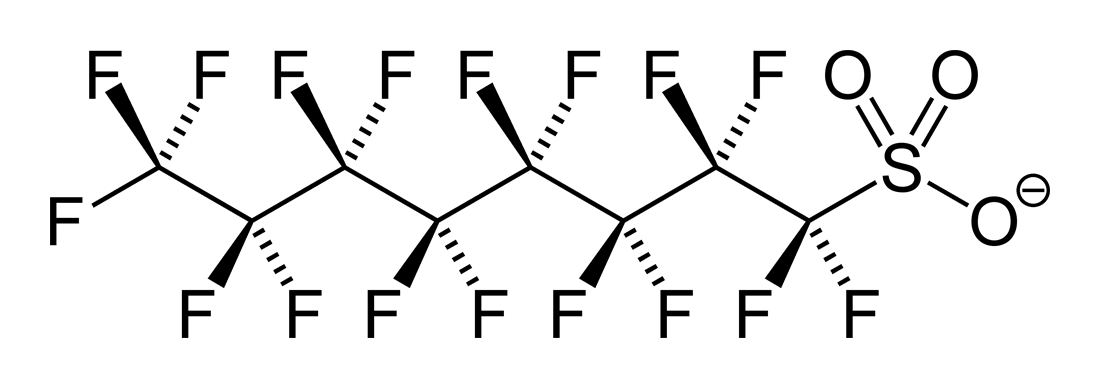
Vzorec perfluoroktansulfonanu

Perfluoroktansulfonan (PFOS) je fluorovaný aniont používaný jako součást polymerů nebo jako surfaktant (látka ovlivňující povrchové napětí).

## Vlastnosti
PFOS je považován za perzistentní organickou látku, má silnou schopnost hromadit se v organismu a byl nalezen v tělech ryb, ptáků, savců i lidí. Na zvířatech bylo prokázáno, že může poškodit játra, narušit rozmnožování nebo způsobit poruchu vývoje plodu. Podle epidemiologických studií může u lidí vyvolat rakovinu močového měchýře.

## Regulace
V Evropské unie je použití PFOS omezeno směrnicí 2006/122/ES. V květnu 2009 bylo v Ženevě na 4. konferenci smluvních stran Stockholmské úmluvy rozhodnuto o zařazení PFOS na černou listinu úmluvy o perzistentních organických látkách.